# Croácia nos Jogos Olímpicos de Inverno da Juventude de 2016
A Croácia participará dos Jogos Olímpicos de Inverno da Juventude de 2016, a serem realizados em Lillehammer, na Noruega com seis atletas em cinco esportes.

## Biatlo

### Masculino
Mislav Petrović

## Bobsleigh

### Feminino
Karla Šola

## Esqui Alpino

### Feminino
Lana Zbašnik

### Masculino
Samuel Kolega

## Esqui cross-country

### Feminino
Gabrijela Skender

### Masculino
Jakov Hladika

## Snowboard

### Masculino
Tino Stojak